# (216258) 2006 WH1
(216258) 2006 WH1 es un asteroide que forma parte de los asteroides Apolo, descubierto el 18 de noviembre de 2006 por el equipo del Observatorio Astronómico de Mallorca desde el Observatorio Astronómico de La Sagra, Puebla de Don Fadrique (Granada), España.

## Designación y nombre
Designado provisionalmente como 2006 WH1

## Características orbitales
2006 WH1 está situado a una distancia media del Sol de 1,673 ua, pudiendo alejarse hasta 2,485 ua y acercarse hasta 0,861 ua. Su excentricidad es 0,485 y la inclinación orbital 2,642 grados: emplea 790 días en completar una órbita alrededor del Sol.

## Características físicas
La magnitud absoluta de 2006 WH1 es 20,2.